# Ley de Derechos Civiles de 1964
La Ley de Derechos Civiles de 1964 de Estados Unidos, denominada en inglés Civil Rights Act of 1964 (Ley del Congreso 88-352, 78 United States Statutes at Large 241, promulgada el 2 de julio de 1964) es una ley civil y laboral histórica para ese país, que constituyó una pieza clave para prohibir la discriminación racial y segregación racial. La Ley estableció una serie de reglas obligatorias para la inscripción de votantes en los estados de la Unión, con el fin de garantizar el derecho a voto de todos los ciudadanos y evitar las arbitrariedades que en algunos estados del Sur eran utilizadas para impedir el voto de la población afroamericana. También estableció reglas obligatorias en todo el país, para que ningún propietario de establecimientos o servicios de acceso público (parques, teatros, restaurantes, transporte público, estadios, hoteles, etc.) pudiera discriminar a las personas o segregarlas por motivos de "raza, color, religión u origen nacional", considerando que tales acciones constituían un delito criminal. En materia educativa, la ley estableció un procedimiento para "desegregar" la educación pública y garantizar que las diferencias étnicas no afecten la igualdad de oportunidades educativas. En materia laboral, la ley estableció que sería considerado "empleo ilegal", cualquier contratación, despido o trato en el empleo, que implique una discriminación motivada en la "raza, color, religión, sexo, u origen nacional" (años después se agregaría la edad mayor de 40 años), estableciendo un procedimiento sumarísimo para castigar la ofensa y restablecer al trabajador afectado en el puesto de trabajo del que fue excluido. Finalmente la ley creó la Comisión para la Igualdad de Oportunidades en el Empleo (sigla en inglés EEOC).
El proyecto de ley fue presentado en junio de 1963 por el presidente John F. Kennedy, pero fue frenado por el Senado. Cinco meses después Kennedy fue asesinado y asumió la Presidencia Lyndon B. Johnson quien, a pesar de pertenecer a uno de los estados que se oponían a la ley, anunció desde un primer momento que lograr la aprobación de la ley sería su objetivo principal, en homenaje a Kennedy. Johnson debió enfrentar a los senadores demócratas del sur de los Estados Unidos, su propio partido, quienes recurrieron al filibusterismo para bloquear la discusión parlamentaria, con una maratón de discursos durante 83 días, el más extenso en la historia de ese país. La sanción de la ley produjo la ruptura del Partido Demócrata y puso en riesgo la candidatura de Johnson en las elecciones presidenciales realizadas cinco meses después, pese a lo cual ganó por una de las diferencias más amplias de la historia.
Una vez que la Ley se puso en práctica, sus efectos fueron de largo alcance y tuvo una enorme repercusión a largo plazo en todo el país. Se prohibió la discriminación en los centros públicos, en el gobierno, y en el empleo, invalidando las leyes de Jim Crow en el sur de Estados Unidos. Se convirtió ilegal obligar a la segregación de las razas en las escuelas, la vivienda, o en contratación de empleados.

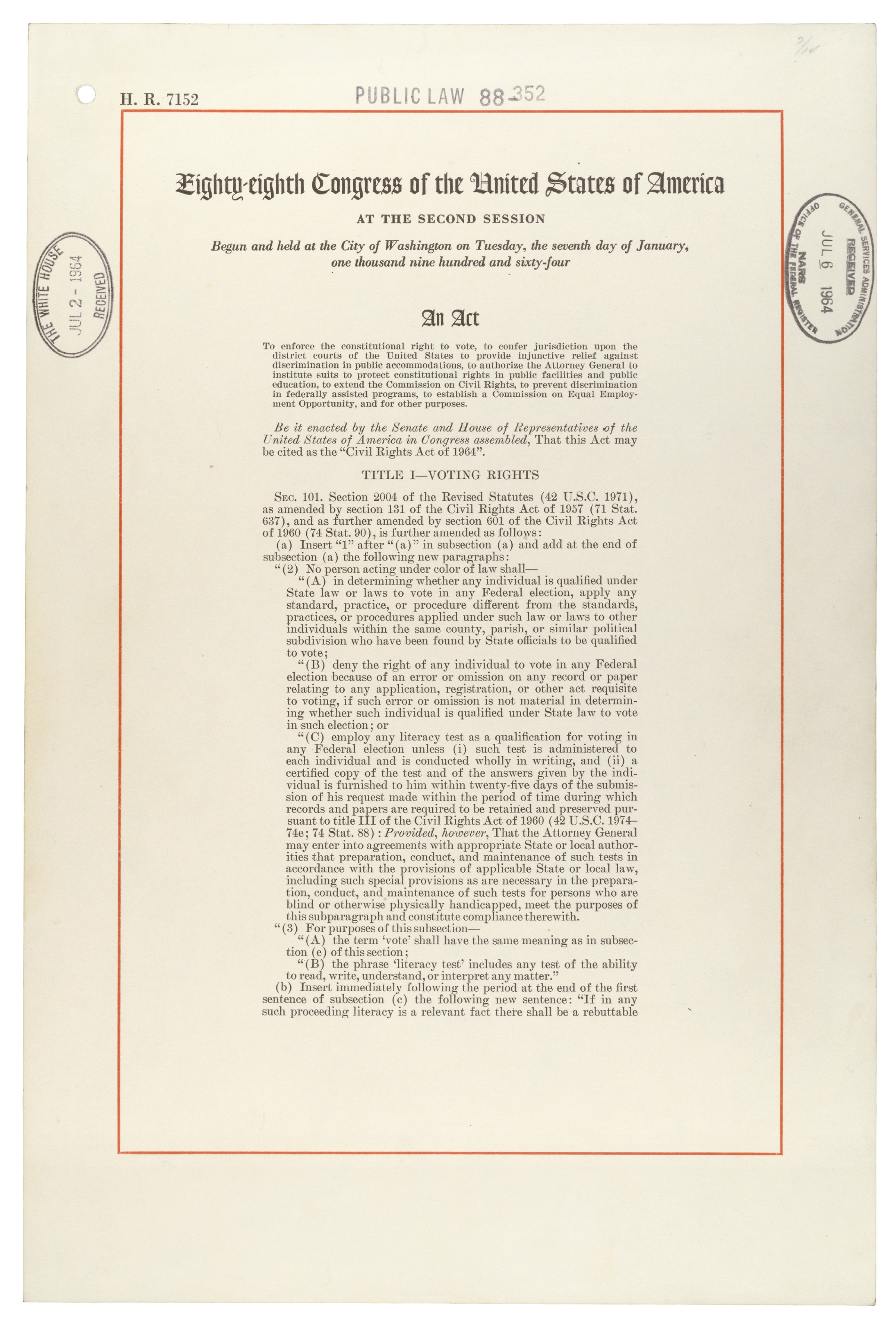
Primera página

Los poderes que se le otorgaron para hacerla cumplir como ley fueron inicialmente débiles, pero se complementaron durante años más tarde. El congreso ejerció su autoridad para legislar en diversas partes de la Constitución de Estados Unidos, principalmente su facultad de regular el comercio interestatal en virtud del Artículo Uno (artículo 8), su obligación de garantizar a los ciudadanos la igual protección de las leyes bajo la Decimocuarta Enmienda y de su deber proteger los derechos de voto en la Decimoquinta Enmienda.

## El proyecto original
La Ley de Derechos Civiles de 1964 fue instituido por el presidente John F. Kennedy
durante su discurso de los derechos civiles de 11 de junio de 1963, donde solicitó la legislación,
lo que daría a todos los estadounidenses el derecho a ser atendidos en los servicios públicos.
El origen del proyecto de ley emulado la Ley de Derechos Civiles de 1875, sin embargo, la agenda de Kennedy incluyen disposiciones para prohibir todas las formas de discriminación
en las zonas públicas al tiempo que permite a los Estados Unidos que un procurador general pueda participar en juicios contra todos los gobiernos estatales que operaban o alentado la formación de las escuelas segregadas.